# アストンマーティン・AMR1
アストンマーティン・AMR1は1989年世界スポーツプロトタイプカー選手権（WSPC）およびル・マン24時間レース参戦用のアストンマーティンのグループCカーである。

## 概要
過去ニムロッド、エムカ、チータと言ったコンストラクター製のグループCカーにアストンマーティン製エンジンを搭載し、世界耐久選手権（WEC）に参戦したことがあったが、このAMR1はアストンマーティンの公式なワークスマシンである。メインスポンサーにはモービルが付いた。
1987年WSPCグループC2チャンピオンのエキュリー・エコッセ製シャシにアストンマーティン製5,998 ccV型8気筒エンジンを搭載する。
1989年WSPCは全戦参加が義務付けられたため、デビュー戦は本来開幕戦の鈴鹿になる予定であった。しかし開幕前のテストでクラッシュし、鈴鹿は欠場する。このためアストンマーティンは国際自動車連盟(FIA)に25万ドルの罰金を払うことになる。
実質デビュー戦はWSPC第2戦ディジョン。17位で完走している。2戦目となるル・マン24時間レースでは2カーエントリー。1台が11位で完走と健闘する。第4戦地元ブランズ・ハッチでは、4位に入賞する大健闘。このシーズンは年間ランキング6位とまずますの成績を残す。
本来であれば、翌1990年シーズンをこのAMR1の改良型で臨み、カテゴリー1（3.5リットル自然吸気エンジン搭載車）に統一される1991年シーズンには、トニー・サウスゲートデザインのシャシに親会社フォードのF1エンジンであるV型8気筒のフォード・コスワース・HBエンジンを搭載したマシンで参戦する予定であった。しかし1989年にWSPCでのライバルであるジャガーがフォードに買収され、同門対決を避けたいフォードの意向により、アストンマーティンワークスチームは1990年突如解散することになる。
アストンマーティンのワークスプロトタイプが復活するには、2009年のローラ・アストンマーティン B09/60の登場まで待たなければならなかった。

## 記録

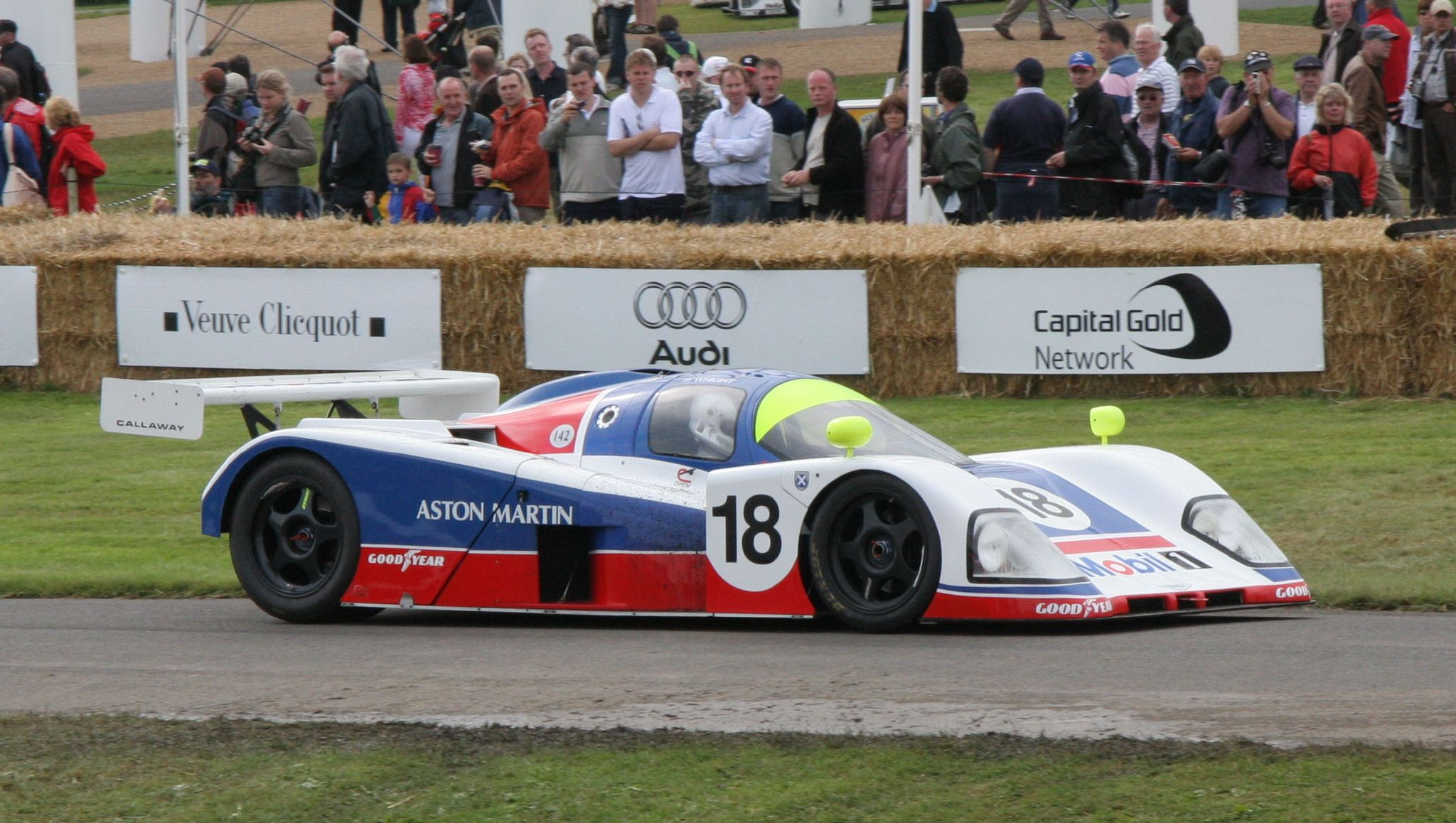
2007年のグッドウッド・フェスティバルで

| 年   | レース                       | シャシ  | ドライバー                                               | 順位 |
| ---- | ---------------------------- | ------- | -------------------------------------------------------- | ---- |
| 1989 | ディジョン480 km             | AMR1/01 | ブライアン・レッドマン デヴィッド・レスリー              | 17位 |
| 1989 | ル・マン24時間レース         | AMR1/01 | ブライアン・レッドマン マイケル・ロウ コスタス・ロス     | 11位 |
| 1989 | ル・マン24時間レース         | AMR1/03 | デヴィッド・レスリー レイ・マロック デヴィッド・シアーズ | DNF  |
| 1989 | ブランズ・ハッチ             | AMR1/04 | ブライアン・レッドマン デヴィッド・レスリー              | 4位  |
| 1989 | ニュルブルクリンク           | AMR1/04 | ブライアン・レッドマン デヴィッド・レスリー              | 8位  |
| 1989 | ドニントン・パーク480 km     | AMR1/04 | マイケル・ロウ デヴィッド・レスリー                      | 6位  |
| 1989 | スパ・フランコルシャン480 km | AMR1/04 | マイケル・ロウ デヴィッド・レスリー                      | DNF  |
| 1989 | ドニントン・パーク480 km     | AMR1/05 | ブライアン・レッドマン デヴィッド・シアーズ              | 7位  |
| 1989 | スパ・フランコルシャン480 km | AMR1/05 | ブライアン・レッドマン スタンレー・ディケンズ            | 7位  |
| 1989 | メキシコ480 km               | AMR1/05 | ブライアン・レッドマン デヴィッド・レスリー              | 8位  |